# Lindavista (métro de Mexico)
Lindavista est une station de la Ligne 6 du métro de Mexico, située au nord de Mexico, dans la délégation Gustavo A. Madero.

## La station
La station est ouverte en 1986, tire son nom de la proche colonia Lindavista (Colonie Bellevue). Son emblème est formé par la silhouette de l'église de San Cayetano, symbole de la colonie, située sur la proche avenue Montevideo ou Eje 5 Norte.